# Bateria de liti metàl·lic recarregable
Les bateries de liti metàl·lic recarregables  són bateries secundàries de liti metàl·lic. Tenen liti metàl·lic com a elèctrode negatiu. L'alta capacitat específica del liti metàl·lic (3.860 mAh g−1), el potencial redox molt baix (−3,040 V en comparació amb l'elèctrode d'hidrogen estàndard) i la baixa densitat (0,59 g cm−3) el converteixen en el material negatiu ideal per a les tecnologies de bateries d'alta densitat d'energia. Les bateries recarregables de liti metàl·lic poden tenir una llarga durada a causa de l'alta densitat de càrrega del liti. Diverses empreses i molts grups de recerca acadèmics estan investigant i desenvolupant actualment bateries recarregables de liti metàl·lic, ja que es consideren una via líder per al desenvolupament més enllà de les bateries d'ions de liti. Algunes bateries recarregables de liti metàl·lic utilitzen un electròlit líquid i d'altres utilitzen un electròlit d'estat sòlid.

## Història
Moli Energy (ara coneguda com a E-One Moli Energy) va comercialitzar una bateria recarregable de liti metàl·lic a la dècada del 1980, però després que diverses cel·les s'incendiessin, els dispositius que utilitzaven bateries Moli van ser retirats del mercat i l'empresa va entrar en concurs de creditors.

## Direccions de recerca
Els principals reptes en el desenvolupament de bateries de liti metàl·lic recarregables pràctiques són la baixa vida útil de les cel·les a causa de la baixa eficiència coulombiana i la poca fiabilitat a causa de la formació de dendrites que provoca un curtcircuit. Els esforços per millorar el rendiment se centren en l'elecció de l'electròlit, ja que la reacció de l'electròlit amb el liti dicta l'eficiència coulombiana i l'electròlit separador ha de suportar la formació de dendrites.

### Electròlit líquid
Les direccions de recerca inclouen sistemes amb alt contingut de sal, additius o electròlits que contenen fluor que formen capes d'interfície sòlid-electròlit (SEI) sobre liti i l'encapsulació de liti dins de closques protectores.
El 2023, es va demostrar que els electròlits sense dissolvents basats en mescles de sals foses de baix punt de fusió tenien una àmplia finestra electroquímica (5 V), una bona compatibilitat amb l'ànode metàl·lic de liti i una inflamabilitat/volatilitat insignificant. Representen una direcció prometedora cap a bateries metàl·liques de liti recarregables d'alt rendiment i segures.

### Electròlit d'estat sòlid
Els electròlits de polímer sòlid com l'òxid de polietilè (PEO) s'han investigat durant dècades, però requereixen càtodes d'alta temperatura i baix voltatge i baixes densitats de corrent per assolir una vida útil i una fiabilitat raonables S'han estudiat compostos de polímer inorgànic per trobar un sistema processable i flexible. S'han estudiat moltes famílies de materials inorgànics, com ara LiPON, borohidrur de liti, sulfurs vitris, semicristal·lins i cristal·lins, fosfats estructurats NASICON, perovskites, antiperovskites i granats.

## Comercialització
Bolloré ha comercialitzat bateries recarregables de liti metàl·lic en el programa Bluecar, i Cymbet i altres han venut bateries de pel·lícula fina amb baix contingut energètic. Diverses empreses estan desenvolupant bateries recarregables de liti metàl·lic per a aplicacions en dispositius electrònics de consum i vehicles elèctrics. L'estat dels esforços de desenvolupament que han anunciat públicament dades es resumeix a la taula següent.
Resum de dades del cicle de cel·les de liti metàl·lic
| Organització                     | Mida de la cel·la      | Densitat de corrent | Cicles | Pressió |
| -------------------------------- | ---------------------- | ------------------- | ------ | ------- |
| Sistemes d'emmagatzematge d'ions | Pila de botó d'1 capa  | 0,2 mA/ cm²         | 25     | ?       |
| PolyPlus                         | Pila de botó d'1 capa  | 0,4 mA/ cm²         | 50     | ?       |
| Samsung                          | 600 mAh de 2 capes     | 3,4 mA/ cm²         | 1000   | 20 atm  |
| Sion                             | 1,8 Ah                 | C/1.5               | 700    | ?       |
| QuantumScape                     | 70 mm × 85 mm 10 capes | 3,2 mA/ cm²         | 800    | 3,4 atm |

## Característiques
Tot i que aquest tipus de bateria ha estat disponible com a petites piles de botó des dels anys 2000, els intents de produir versions més grans capaces de proporcionar grans quantitats d'energia han resultat infructuosos fins ara. Les bateries de liti metàl·lic tenen característiques molt diferents de les bateries de ions de liti més comunes.
El seu voltatge terminal és inferior al dels ions de liti, que oscil·la entre els 3,1 volts quan està completament carregada a 1.0 volts a descàrrega completa. A diferència dels ions de liti, el voltatge del terminal no disminueix constantment a mesura que avança la descàrrega. El voltatge cau de 3,1 volts a 2,5 aproximadament durant el primer 10% de la descàrrega. A partir d'aquí, la tensió del terminal es manté relativament constant a 2,5 volts fins que queda aproximadament un 10% de la càrrega utilitzable. A partir d'aquí baixa a 1,0 volt al qual la bateria no s'ha de descarregar més, ja que es produirien danys permanents.
El desavantatge més gran de l'actual bateria de liti metàl·lic ( a 2024  ) és que el corrent màxim de descàrrega és un míser 0,2% de la capacitat. Això és per a un 5 bateria de mAh (una mida de corrent típica), el corrent màxim de descàrrega és de només 10 μA.
Els requisits de càrrega de la bateria també són molt diferents dels del tipus de ions de liti. De la mateixa manera que el corrent màxim de descàrrega és molt baix, també ho és el corrent màxim de càrrega. L'únic mètode recomanat és carregar la bateria des d'un voltatge de subministrament d'exactament 3,1 volts a través d'una resistència limitadora de corrent. El valor de la resistència es troba dividint 5 per la capacitat en mAh de la bateria. L'inconvenient és que la bateria s'ha de carregar durant un període de 30 hores.
Les característiques de descàrrega i càrrega dicten que aquest tipus de bateria només és adequada per a aplicacions com ara l'alimentació de còpia de seguretat de memòria o l'alimentació d'un xip de rellotge en temps real en (per exemple) una càmera.
La bateria té una característica de temperatura molt diferent de les bateries de liti-ió. L'interval de temperatura oficial és de -20 a 60 °C. En comparació amb 20 °C, la bateria experimenta una reducció d'aproximadament un 15% de la capacitat disponible a -20 °C, cosa que no és tan inusual. Tanmateix: a 60 °C, la bateria presenta una capacitat addicional del 5-10%.
Un gran avantatge és que la taxa d'autodescàrrega d'aquest tipus de bateria és la més baixa de qualsevol tecnologia de bateria recarregable existent. Tan baixa, de fet, que les bateries tenen una vida útil de més de 10 anys.